# Karl Del'Haye
Karl Del'Haye (Aquisgrana, 18 agosto 1955) è un ex calciatore tedesco occidentale, di ruolo ala destra.
Vinse cinque scudetti e due coppa UEFA con le maglie del Borussia Mönchengladbach e del Bayern Monaco, nonché il campionato d'Europa 1980 con la Nazionale tedesco-occidentale.

## Carriera
Del'Haye iniziò la carriera in Regionalliga nell'Aquisgrana, per poi essere acquistato nel 1975 dal Borussia Mönchengladbach, dove rimase per cinque anni vincendo tre scudetti e due coppe Uefa. Nel 1980 si trasferì al Bayern Monaco per 1.3 milioni di Marchi. A Monaco fece però molta panchina, diventando suo malgrado uno dei simboli del comportamento scorretto dei Bavaresi sul mercato, che compravano giocatori più per indebolire le altre squadre che per reali motivi tecnici. Neanche il passaggio al Fortuna Düsseldorf ebbe miglior fortuna, portando Del'Haye a ritornare al suo primo club, l'Alemannia, prima di ritirarsi.

## Palmarès

### Club

#### Competizioni nazionali
- Campionato tedesco: 5

Borussia M'gladbach: 1974-1975, 1975-1976, 1976-1977
Bayern Monaco: 1980-1981, 1984-1985
- Coppa di Germania: 2

Bayern Monaco: 1981-1982, 1983-1984
- Supercoppa di Germania: 1

Bayern Monaco: 1983

#### Competizioni internazionali
- Coppa UEFA: 2

Borussia M'gladbach: 1974-1975, 1978-1979
- Coppa Piano Karl Rappan: 1

Fortuna Düsseldorf: 1986

### Nazionale
- Campionato d'Europa: 1

1980